# 新庄郵便局 (奈良県)
新庄郵便局（しんじょうゆうびんきょく）は、奈良県葛城市にある郵便局。民営化前の分類では無集配特定郵便局であった。

## 概要
住所：〒639-2113 奈良県葛城市北花内734-3

## 沿革
- 1872年2月3日（明治4年12月25日） - 新庄郵便取扱所として開設[1]。
- 1873年（明治6年） - 廃止[1]。
- 1903年（明治36年）12月10日 - 新庄郵便受取所として再設[1]。
- 1905年（明治38年）4月1日 - 三等郵便局になる[1]。
- 1998年（平成10年）7月1日 - 局種別改定に伴い、特定郵便局から普通郵便局へ。
- 2006年（平成18年）9月19日 - 集配業務を大和高田郵便局へ移管。同時にゆうゆう窓口も廃止し郵便番号を〒639-2199から〒639-2113へ変更。同時に再び特定郵便局へ局種別改定[2]。
- 2007年（平成19年）10月1日 - 民営化。
- 2012年（平成24年）10月1日 - 日本郵便株式会社発足。

## 取扱内容
- 郵便、印紙、ゆうパック、内容証明
- 貯金、為替、振替、振込
- 生命保険、バイク自賠責保険、がん保険
- ゆうちょ銀行ATM

## 風景印
- 置恩寺十一面観音像、屋敷山公園、葛城市マスコットキャラクター「蓮花ちゃん」
- 局名表記は「奈良　新庄」
- 使用開始日は2011年（平成23年）2月3日